# Широківська волость
Широківська волость — історична адміністративно-територіальна одиниця Херсонського повіту Херсонської губернії.
Станом на 1886 рік складалася з 8 поселень, 8 сільських громад. Населення — 11197 осіб (6039 осіб чоловічої статі та 5158 — жіночої), 1693 дворових господарств.
|                     | Площа, десятин | У тому числі орної, дес. |
| ------------------- | -------------- | ------------------------ |
| Сільських громад    | 33072          | 21327                    |
| Приватної власності | 7792           | 1336                     |
| Казенної власності  | 8423           | 1111                     |
| Іншої власності     | 240            | 155                      |
| Загалом             | 49527          | 23929                    |

Найбільші поселення волості:
- Широке — містечко при річці Інгулець в 135 верстах від повітового міста, 4976 осіб, 779 двір, церква православна, школа, аптека, 9 лавок, винний склад, шинок, 4 ярмарки на рік, базари по неділях, судовий пристав та з'їзд мирових суддів.
- Зелене — село при річці Інгулець, 244 осіб, 36 дворів, винокурний завод.
- Інгулець — колонія євреїв при річці Інгулець, 1933 особи, 136 дворів, синагога, 3 єврейських молитовних будинки, школа, базари щонеділі.
- Новокурське — село при річці Інгулець, 1489 особи, 232 двори, молитовний будинок, школа, лавка.
- Шестірня — село при річці Інгулець, 2444 особи, 469 дворів, церква православна, школа, аптека, 3 лавки, шинок, рейнський погріб, 3 ярмарки на рік, базари по неділях.